# هاربارنزن
هاربارنزن (به آلمانی: Harbarnsen) یک شهر در آلمان است که در Lamspringe واقع شده‌است. هاربارنزن ۵۵۵ نفر جمعیت دارد.